# Eurobowl V
Der Eurobowl V war das Endspiel der fünften Saison der European Football League. Mit den Berlin Adlern stand zum ersten Mal eine deutsche Mannschaft im Finale um den prestigeträchtigsten Titel im europäischen Vereins-Football. Gegner waren die Amsterdam Crusaders, die nach 1988 und 1989 im dritten Anlauf mit einem 21:20-Sieg den ersten Titelgewinn feiern konnten.

## Scoreboard
| Finale              | Finale              | Finale        | Finale                                                    | Finale                                                    | Finale                                                    | Finale                                                    |
| ------------------- | ------------------- | ------------- | --------------------------------------------------------- | --------------------------------------------------------- | --------------------------------------------------------- | --------------------------------------------------------- |
| Team                | Team                | Punkte        | Q1                                                        | Q2                                                        | Q3                                                        | Q4                                                        |
| Berlin Adler        | Berlin Adler        | 20            | 7                                                         | 0                                                         | 7                                                         | 6                                                         |
| Amsterdam Crusaders | Amsterdam Crusaders | 21            | 7                                                         | 14                                                        | 0                                                         | 0                                                         |
| Adler               | Crusaders           | Spieler       | Spielzug                                                  | Spielzug                                                  | Spielzug                                                  | Spielzug                                                  |
| 7                   | 0                   | Roman Motzkus | 56-Meter Pass von Clifford Madison (PAT Andreas Schröder) | 56-Meter Pass von Clifford Madison (PAT Andreas Schröder) | 56-Meter Pass von Clifford Madison (PAT Andreas Schröder) | 56-Meter Pass von Clifford Madison (PAT Andreas Schröder) |
| 7                   | 7                   | Rick Ramsahai | 2-Meter Lauf (PAT Olav Knolle)                            | 2-Meter Lauf (PAT Olav Knolle)                            | 2-Meter Lauf (PAT Olav Knolle)                            | 2-Meter Lauf (PAT Olav Knolle)                            |
| 7                   | 14                  | Curt Arons    | 8-Meter Pass von Paul Troth (PAT Olav Knolle)             | 8-Meter Pass von Paul Troth (PAT Olav Knolle)             | 8-Meter Pass von Paul Troth (PAT Olav Knolle)             | 8-Meter Pass von Paul Troth (PAT Olav Knolle)             |
| 7                   | 21                  | Rick Ramsahai | 2-Meter Lauf (PAT Olav Knolle)                            | 2-Meter Lauf (PAT Olav Knolle)                            | 2-Meter Lauf (PAT Olav Knolle)                            | 2-Meter Lauf (PAT Olav Knolle)                            |
| 14                  | 21                  | Frank Stahnke | 6-Meter Pass von Clifford Madison (PAT Andreas Schröder)  | 6-Meter Pass von Clifford Madison (PAT Andreas Schröder)  | 6-Meter Pass von Clifford Madison (PAT Andreas Schröder)  | 6-Meter Pass von Clifford Madison (PAT Andreas Schröder)  |
| 20                  | 21                  | Frank Stahnke | 11-Meter Pass von Clifford Madison (PAT geblockt)         | 11-Meter Pass von Clifford Madison (PAT geblockt)         | 11-Meter Pass von Clifford Madison (PAT geblockt)         | 11-Meter Pass von Clifford Madison (PAT geblockt)         |